# Vlag van China
Er zijn twee politieke entiteiten die claimen China te zijn: de Volksrepubliek China en de Republiek China op Taiwan. Beide entiteiten claimen dan ook dat hun vlag de officiële vlag van China is; eveneens kunnen veel vlaggen uit het verleden zo betiteld worden.
Gedurende de duizenden jaren vóór de vlucht van de Kwomintang naar Taiwan in 1949, was China vaak een eenheidsstaat met één nationale vlag. In die eeuwenlange complexe geschiedenis waren er echter ook vele uitdagers van de centrale machthebbers, met hun eigen vlaggen. Dit artikel behandelt vooral de Chinese vlaggen van vóór 1949.
De vlaggen van de huidige Volksrepubliek China en de Republiek China hebben elk een eigen artikel, namelijk Vlag van de Volksrepubliek China en Vlag van de Republiek China.

Vlag van het Keizerrijk China, 1872-1889

Vlag van het Keizerrijk China, 1889-1911

Vlag van de Republiek China, 1912-1928

Oorlogsvlag van de Republiek China, 1912-1928

Vlag van het Keizerrijk China, 1915-1916

Feitelijke vlag van het Keizerrijk, 1915-1916

Vlag van de Republiek China sinds 1928

Vlag van de Jiangxi Sovjet, 1931-1934

## Vlaggen ten tijde van de Qing-dynastie
De Qing-dynastie, afkomstig uit het volk van de Mantsjoes, leverde tussen 1644 en 1911 de Chinese keizers. In 1863 werd een geus ingevoerd. Deze was driehoekig van vorm, enigszins lijkend op een wimpel, en toonde een Chinese draak en een zon. De Chinese draak wordt, in tegenstelling tot zijn familie in het Westen, gezien als een teken van geluk en de brenger van regen. Hij is een van de vier hemelse dieren en zou tevens de stichter zijn van de keizerlijke familie. De gele kleur staat voor de Mantsjoes. Deze geus zou in 1872 de nationale vlag worden.
Rond 1889 werd een rechthoekige vlag ingevoerd, met dezelfde symboliek als de driehoekige. Het duurde evenwel tot circa 1900 totdat de vlag veel gebruikt zou worden.
In 1895 werd de vlag Blauwe lucht met een witte zon ontworpen door Lu Hao-tung, die later als held van de Xinhai-revolutie van 1911 gezien zou worden. Hij presenteerde zijn ontwerp van een vlag voor het republikeinse leger op 21 februari 1895, bij de oprichtingsbijeenkomst van een anti-monarchistische organisatie. Dit ontwerp werd later aangenomen als de partijvlag van de Kwomintang. In 1906 plaatste Sun Yat-sen deze blauwe vlag in het kanton van een geheel rode vlag, waarbij het rode gedeelte symbool staat voor de 'rode aarde'. Zijn vlag zou in 1928 de nationale vlag van China worden en is nog steeds in gebruik als de vlag van de Republiek China op Taiwan.

## Vlag van de Republiek China, 1911-1928
In 1911 werd de laatste keizer van de Qing-dynastie door een republikeinse opstand van de troon gestoten en werd de Republiek China uitgeroepen. Direct hierna verklaarden Buiten-Mongolië en Tibet zich onafhankelijk en Tannu Tuva werd ingenomen door Rusland. Tijdens de opstand van 1911 gebruikten de afzonderlijke legers verschillende vlaggen. De blauwe vlag met de witte zon werd gebruikt in de provincies Guangdong, Guangxi, Yunnan en Guizhou. In Wuhan gebruikte men een vlag met achttien gele sterren of cirkels, als symbool voor de achttien toenmalige deelgebieden van China. In Shanghai en het noorden van het land, werd een vlag met vijf strepen in de kleurencombinatie rood-geel-blauw-wit-zwart gebruikt. Deze laatste vlag zou in 1912 de nationale vlag worden, terwijl de vlag uit Wuhan door het leger in gebruik werd genomen en Sun Yat-sens vlag als marinevlag dienst zou gaan doen.

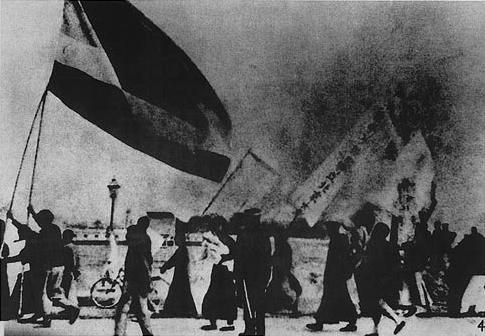
Aanhangers van de 4 Mei-beweging met de vlag met vijf strepen (1919).

Driehoekige vlag van de Ma-Krijgsheren, 1914-1928

De vlag met vijf even hoge banen in de kleurencombinatie rood-geel-blauw-wit-zwart verwijst naar de vijf dominante volken van het toenmalige China, vanuit de gedachte van vijf rassen binnen één eenheid. Het rood staat voor de Han-Chinezen, het geel voor de Mantsjoe, het blauw voor de Mongolen, het wit voor de Hui en de Oeigoeren en het zwart voor de Tibetanen. Sun Yat-sen was overigens geen voorstander van de vijfkleurige vlag, omdat deze volgens hem een hiërarchie tussen de volken suggereerde.
Eind 1915 riep president Yuan Shikai opnieuw een keizerrijk uit, met zichzelf als staatshoofd. Na 83 dagen werd de republiek weer hersteld. In de tussenliggende periode was een andere vijfkleurige vlag in gebruik, namelijk één met een rood kruis (als symbool van de Han-dominantie) en vier vlakken in verschillende kleuren. Dit kruis was een recht kruis, maar in werkelijkheid gebruikte men vaak een kruis met diagonale benen.
In 1917 werd door een van de krijgsheren de voormalige Xuantong-keizer ook nog een keer tot keizer uitgeroepen. Dit 'keizerrijk' hield echter maar twaalf dagen stand, want toen lukte het een andere krijgsheer de Qing-dynastie opnieuw ten val te brengen.
Na de Eerste Wereldoorlog brak een onrustige tijd aan. Er heerste anarchie in de Republiek, want er waren verschillende krijgsheren die allemaal onafhankelijk over gebieden gingen regeren. Onder hen de islamitische Ma-Krijgsheren. Zij gebruikten een driehoekige rode vlag met een witte halve maan en ster, gebaseerd op de vlag van Turkije. Deze vlag was tussen 1914 (toen hun opstand begon; dus nog voor de Eerste Wereldoorlog) en 1928 in gebruik in het gebied dat onder hun beheer stond, in het noordwesten van China. De laatste van deze krijgsheren werd pas in 1949 afgezet.
In 1928 kwam er een einde aan deze chaotische periode van de krijgsheren, toen de Kwomintang aan de macht kwam; deze partij nam ook een nieuwe nationale vlag aan.

## Vlaggen in Kwomintang-China
Kwomintang-China ontstond in 1928, maar diens vlag was al in 1906 ontworpen, zoals hierboven vermeld. Ze was sinds 1912 in gebruik als marinevlag van de Chinese republiek. Toen president Yuan Shikai in 1913 dictatoriale bevoegdheden verkreeg en de Kwomintang verbood, stelde Sun Yat-sen in Tokio een Chinese regering in ballingschap samen en verordonneerde dat de rode vlag met het blauwe kanton met witte zon de Chinese vlag zou zijn. Hij bleef deze vlag gebruiken toen de Kwomintang in 1917 haar rivaliserende regering naar de Chinese stad Guangzhou verplaatste. Op 17 december 1928, na de succesvolle Noordelijke Expeditie die de Kwomintang in China aan de macht bracht, werd de vlag de officiële Chinese vlag, hoewel de vijfkleurige vlag de eerste jaren daarna in het noorden van het land (dat minder Kwomintang-gezind was) nog veel gebruikt zou worden.
In 1922 verklaarde het gebied Mantsjoerije, onder leiding van Tchao Tso Lin en Zhang Zuolin, zich autonoom van China. Men ging een vlag gebruiken die bestond uit de vijf kleuren van de Chinese vlag uit 1912, maar waarin het geel van de Matsjoe domineerde. Zhangs pogingen waren echter weinig succesvol. Tien jaar later stichtten de Japanners in Mantsjoerije het Keizerrijk Mantsjoekwo. Dit keizerrijk zou ook een vijfkleurige vlag waarin het geel overheerst gebruiken; zie Vlag van Mantsjoekwo.
De Jiangxi Sovjet, ook Chinese Sovjetrepubliek genoemd, was tussen 1931 en 1934 een gebied in Jiangxi onder beheer van communistische opstandelingen onder Mao Zedong en Zhu De. Men gebruikte aldaar een rode vlag met een hamer en sikkel en een ster; aan de rechterkant staan Chinese karakters, die "Communistisch China" betekenen. Deze Sovjet werd opgeheven toen de communisten door middel van de Lange Mars Jiangxi verlieten.
Na de Tweede Wereldoorlog werd de vlag van de republiek vastgelegd in de Chinese grondwet van 1947, maar zij werd in 1949 van het vasteland van China verbannen. De vlag is tot op heden de vlag van de Republiek China op Taiwan.
Het wit in de vlag symboliseert de volkswelvaart, het blauw staat voor democratie en het rood voor nationalisme; de drie centrale principes van de Kwomintang.

## Chinese vlaggen tijdens de Tweede Wereldoorlog

Vlag van Japans-China, 1940-1943

Tijdens de Tweede Wereldoorlog, die voor China in 1937 begon, stelden de binnenvallende Japanners een aantal vazalregeringen in, die uiteenlopende vlaggen gebruikten. De Hervormingsregering van Japans-China, in maart 1938 in Nanjing opgericht, gebruikte de vijfkleurige vlag uit 1912. Toen Wang Jingwei in 1940 de vazalregering in Nanjing overnam, stelde hij de rode vlag met witte zon in een blauw kanton weer in, om de naar Chongqing gevluchte nationalistische regering van Chiang Kai-shek uit te dagen en zichzelf als legitiem staatshoofd te presenteren. Hij plaatste wel een driehoekige gele wimpel boven de vlag, met de slogan "Vrede, Anticommunisme, Nationale Opbouw" (和平反共建國, Hépíng fǎn'gòng jiàn guó). Met de Japanners, die de wimpel niet wilden, werd als compromis afgesproken dat de wimpel alleen buiten gebruikt mocht worden. In 1943 werd de wimpel weer afgeschaft, waardoor de rivaliserende regeringen in Nanjing en Chongqing dezelfde vlag gebruikten; beide regeringen claimden de legitieme Chinese regering te zijn.

## Vlaggen in Hongkong en Macau

Vlag van Hongkong, 1959-1997

Hongkong was tussen 1842 en 1997 Brits. In die periode werden achtereenvolgens verschillende vlaggen gebruikt, allen blauwe Britse vaandels met aan de rechterkant een symbool. Tussen 1870 en 1876 waren dit de letters 'HK' en daarboven een kroon. Vanaf 1876 werd het wapen van Hongkong aan de rechterkant van de vlag geplaatst. Dit wapen werd enkele keren gewijzigd, voor het laatst in 1959.
Macau was in de periode tussen 1557 en 1999 een kolonie van Portugal; het gebied gebruikte toen geen eigen vlag. In plaats daarvan werd de vlag van Portugal gebruikt. De huidige Portugese vlag is in gebruik sinds 1911. Sinds 1999 is Macau een speciale regio van de Volksrepubliek China; dat jaar werd de vlag van Macau aangenomen, waarop de vijf sterren uit de vlag van de Volksrepubliek boven een lotusbloem staan afgebeeld.

## Huidige vlaggen 'van' China

Vlag van de Volksrepubliek China

Sinds de Kwomintang in 1949 naar Taiwan vluchtten, vergezeld door velen die bang waren voor de machtsovername van de Communistische Partij op het vasteland van China, is er sprake van twee regeringen die claimen de regering van China te zijn: de regering van de Volksrepubliek China in Peking en die van de Republiek China in Taipei. Sinds de jaren zeventig van de twintigste eeuw wordt de Volksrepubliek door veel meer staten erkend dan de Republiek; die laatste wordt door 24 staten erkend als China. Zowel de Volksrepubliek als de Republiek doen veel lobbywerk om internationaal erkend te worden. Dat betekent dat er niet alleen een concurrentie is tussen twee politieke entiteiten om als 'China' gezien te worden, maar dat er sinds 1949 ook twee vlaggen zijn die 'vlag van China' genoemd kunnen worden. De vlag van de Republiek China is nog steeds de vlag die in 1928 door het toenmalige Kwomintang-China werd aangenomen. De Volksrepubliek heeft een rode vlag met een grote gele ster en vier kleinere gele sterren; deze vlag wordt wel de Vijfsterrige Rode Vlag genoemd.